# Баженов, Всеволод Андреевич
Все́волод Андре́евич Баже́нов (18 февраля 1909, Сердобск, Саратовская губерния — 2 августа 1986, Ленинград) — советский художник, живописец, пейзажист, член Ленинградской организации Союза художников РСФСР.

## Биография
Родился 18 февраля 1909 года в городе Сердобск Сердобского района Пензенской губернии в семье Андрея Владимировича Баженова, художника и преподавателя реального училища, ставшего первым учителем будущего художника. Позднее Вс. Баженов занимался в изостудии у художников А. Е. Гоферта и Н. В. Кузьмина. Кроме рисования и живописи увлекался музыкой, его мать Евгения Николаевна Чистякова была пианисткой и учительницей музыки.

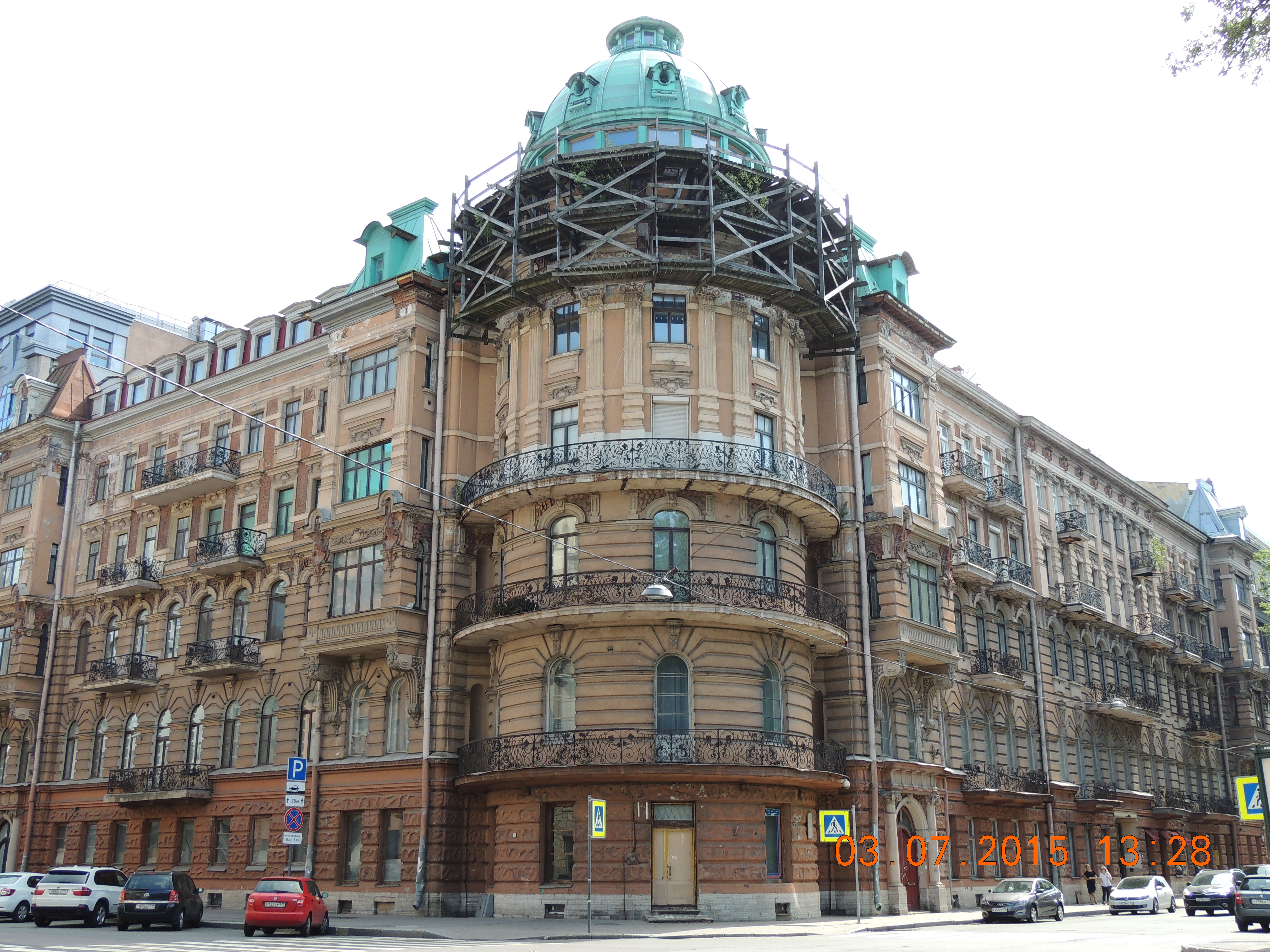
Здание ЛХПУ на Таврической ул., 35

В 1928 Баженов окончил в Сердобске среднюю школу и уехал в Ленинград. В 1928—1930 занимался в Ленинградском художественно-промышленном техникуме у Д. Киплика, М. Авилова, В. Федоровича. В 1930 Баженов ушёл с третьего курса техникума и поступил на курсы топографов-геодезистов. По одним сведениям причиной ухода стало тяжелое материальное положение, по другим — реорганизация живописного факультета в клубно-инструкторский. По окончании курсов Баженов работал в системе геологоразведки в полевых разведочных партиях, сначала в качестве топографа, затем прораба и начальника полевых партий. В экспедициях много работал над пейзажем, писал этюды на Урале, в Карелии, Закавказье и Курдистане. В 1934 г. по состоянию здоровья прекратил экспедиционную деятельность и поступил художником на ленинградскую картографическую фабрику, где проработал до 1941 года. В 1940 вышел карманный атлас мира, цветовое оформление карт для которого было выполнено Баженовым.
В 1940 г. Баженов женился на Екатерине Андреевне Кузнецовой. 24 июня 1941 г. в семье родился старший сын Александр, ставший впоследствии художником театра. После начала Великой Отечественной войны Баженов был откомандирован в Свердловскую картографическую часть, куда выехал с семьей. В декабре 1942 г. был призван в Красную Армию и зачислен в Свердловскую картчасть в звании техника-лейтенанта на должность старшего картографа. Демобилизовался в конце 1945 года. Награждён медалью «За победу над Германией». После демобилизации с осени 1946 г. Баженов работал художником-живописцем в Ленизо. В 1946 г. в семье родился средний сын Владимир, в 1952 году — младший Андрей. Первое участие в выставке относится к 1937 году.

## Творчество
С 1951 г. Баженов участвовал в выставках. Писал этюды с натуры, пейзажи-картины, жанровые композиции. Работал в технике масляной и темперной живописи. В 1951 г. был принят в члены Ленинградского Союза советских художников.
Наиболее ярко живописный талант Баженова в 1950—1960 годы проявился в натурном этюде. Его манеру отличали мастерское владение приемами пленэрной живописи, изысканность колорита, артистизм исполнения. Среди произведений этого периода, показанных на выставках, работы «Рыбаки» (1949), «Пашня» (1950), «Мстинское водохранилище», «Начало весны» (обе 1951), «Весенний вечер» (1953), «Алтай-Чемал», «Зимнее утро», «Перед грозой», «Солнце скрылось за горой» (все 1956), «Голубой Алтай», «Индустриальные огни», «Пахота целины в горах» (обе 1957), «На берегу Селенги», «На реке Баргузин», «Байкал. Остров чаек» (все 1958), «Нева индустриальная» (1959), «Под Ленинградом», «Сумерки», "Спуск на воду танкера «Пекин» (1960), «Рассвет», «Огни Ангары», «Сибирская трасса» (все 1961), «Ленинградский порт», «Волхов», «Старая Ладога» (все 1964), «Зимний этюд», «Весна в лесу» (обе 1965) и другие.
Особую тему в творчестве художника образуют произведения, созданные в 1962 году в ходе морского перехода на судне-краболове «Евгений Никишин» из Ленинграда во Владивосток вокруг Европы и Азии со стоянками в портах Гибралтара, Суэцкого канала, Сингапура, Вьетнама. В ходе этого плавания через одиннадцать морей и океанов, длившегося больше трех месяцев, художник создал около двухсот этюдов, картин и рисунков. Ряд задуманных работ был окончен художником позднее уже в ленинградской мастерской на основе этюдов и непосредственных впечатлений от плавания.
Около 120 работ из этой серии были показаны в 1963 году сначала на выставке Баженова в Большом зале Ленинградского отделения Союза художников РСФСР, а затем во Дворце искусств им. К. С. Станиславского и в городах Пушкине, Бокситогорске, Тихвине. Среди них работы «Аравийский берег», «Лодки в море», «В Сингапурском проливе», «Дания на горизонте», «В заливе Ха-Лонг», «Дельфины играют», «Суэцкий канал» и другие. Всего за годы жизни художника состоялось около десяти персональных выставок его произведений. В 1989—1992 годах уже после смерти Баженова его работы с успехом были представлены на выставках и аукционах русской живописи L' Ecole de Leningrad во Франции.
В 1960—1970 гг. Всеволод Баженов входил в творческую группу художников, писавших картины для кают-компаний строившихся океанских кораблей и подводных лодок. В общей сложности им было написано около 100 картин для кораблей разного назначения, в основном пейзажей нашей Родины. Большинство работ оказались на кораблях Тихоокеанского и Северного флотов. При его участии разрабатывались специальные технологии, защищавшие картины от повышенной влажности воздуха в условиях длительного плавания. В 1976 году художник был награждён командованием ВМФ грамотой за создание картин для флота.
С середины 1960-х на протяжении двадцати лет Баженов руководил потоками на творческой базе в Старой Ладоге. Здесь им было написано множество этюдов и картин, среди них «Зимний этюд», «Март в Доме Творчества», «Весенний этюд» (все 1967), «К весне» (1969), «Весна пришла» (1974), «В Доме Творчества Старая Ладога», «Последний снег» (обе 1977), «Март» (1980), «Весной у Волхова» (1981) и другие.
Особое место в творческих поездках художника принадлежало Карелии. Впервые Всеволод Баженов побывал здесь в 1931 году. В 1981 г. он впервые посетил Валаам, куда приехал по приглашению музея-заповедника. С тех пор и до самой кончины художника Валаам стал одной из главных тем его творчества. В 1984 г. на острове состоялась выставка произведений Вс. Баженова, устроенная музеем. В его фондах хранятся многие произведения художника, выполненные по валаамским впечатлениям.
Всеволод Андреевич Баженов скончался 2 августа 1986 года в Ленинграде на семьдесят восьмом году жизни. Его произведения находятся в музеях и частных собраниях в России, Франции, США, Германии, Великобритании, Японии и других странах.

## Выставки
- 1951 год (Ленинград): Выставка произведений ленинградских художников 1951 года.
- 1953 год (Ленинград): Весенняя выставка произведений ленинградских художников 1953 года.
- 1954 год (Ленинград): Выставка произведений ленинградских художников 1954 года в Государственном Русском музее.
- 1956 год (Ленинград): Осенняя выставка произведений ленинградских художников 1956 года.
- 1957 год (Ленинград): 1917 — 1957. Юбилейная выставка произведений ленинградских художников 1957 года.
- 1957 год (Москва): Юбилейная Всесоюзная художественная выставка, посвященная 40-летию Великой Октябрьской социалистической революции.
- 1958 год (Ленинград): Осенняя выставка произведений ленинградских художников 1958 года.
- 1960 год (Ленинград): Выставка произведений ленинградских художников 1960 года в залах ЛОСХ.
- 1960 год (Ленинград): Выставка произведений ленинградских художников 1960 года в Государственном Русском музее.
- 1960 год (Москва): «Советская Россия». Республиканская художественная выставка 1960 года.
- 1961 год (Ленинград): Выставка произведений ленинградских художников 1961 года.
- 1962 год (Ленинград): Осенняя выставка произведений ленинградских художников 1962 года.
- 1964 год (Ленинград): «Ленинград». Зональная выставка произведений ленинградских художников 1964 года.
- 1965 год (Ленинград): Весенняя выставка произведений ленинградских художников 1965 года.
- 1968 год (Ленинград): Осенняя выставка произведений ленинградских художников 1968 года.
- 1969 год (Ленинград): Весенняя выставка произведений ленинградских художников 1969 года.
- 1975 год (Ленинград): Наш современник. Зональная выставка произведений ленинградских художников 1975 года.
- 1977 год (Ленинград): Выставка произведений ленинградских художников, посвящённая 60-летию Великого Октября.
- 1978 год (Ленинград): Осенняя выставка произведений ленинградских художников 1978 года.
- 1980 год (Ленинград): Зональная выставка произведений ленинградских художников 1980 года.
- 1994 год (Санкт-Петербург): Выставка «Ленинградские художники. Живопись 1950—1980 годов» в залах Санкт-Петербургского Союза художников.
- 1994 год (Санкт-Петербург): Выставка «Всеволод Баженов. Живопись. К 85-летию со дня рождения художника» в залах Санкт-Петербургского Союза художников.
- 1994 год (Санкт-Петербург): Выставка «Этюд в творчестве ленинградских художников 1940—1980 годов» в Мемориальном музее Н. А. Некрасова.
- 1995 года (Санкт-Петербург): Выставка «Лирика в произведениях художников военного поколения. Живопись. Графика» в Мемориальном музее Н. А. Некрасова.
- 1996 год (Санкт-Петербург): Выставка «Живопись 1940—1990 годов. Ленинградская школа» в Мемориальном музее Н. А. Некрасова.
- 2009 год (Санкт-Петербург): Выставка «Всеволод Андреевич Баженов. Живопись. К 100-летию со дня рождения художника» в Выставочном центре Московского района Санкт-Петербурга.